# Ga Phong Thạnh
Ga Phong Thạnh là một nhà ga xe lửa tại xã Ninh Lộc, thị xã Ninh Hòa, tỉnh Khánh Hòa. Nhà ga là một điểm trên tuyến đường sắt Bắc Nam tiếp nối sau ga Ninh Hòa và trước ga Lương Sơn. Lý trình ga: Km 1287 + 300.